# Kees Hoving
Kees Hoving (Medan, 1919 – Utrecht, 1991) è stato un nuotatore olandese.

## Carriera
Specializzato nello stile libero, si è laureato una volta campione europeo nei 100m.

## Palmarès
- Europei

Londra 1938: oro nei 100m stile libero.